# サルバテーラ・デ・ミーニョ

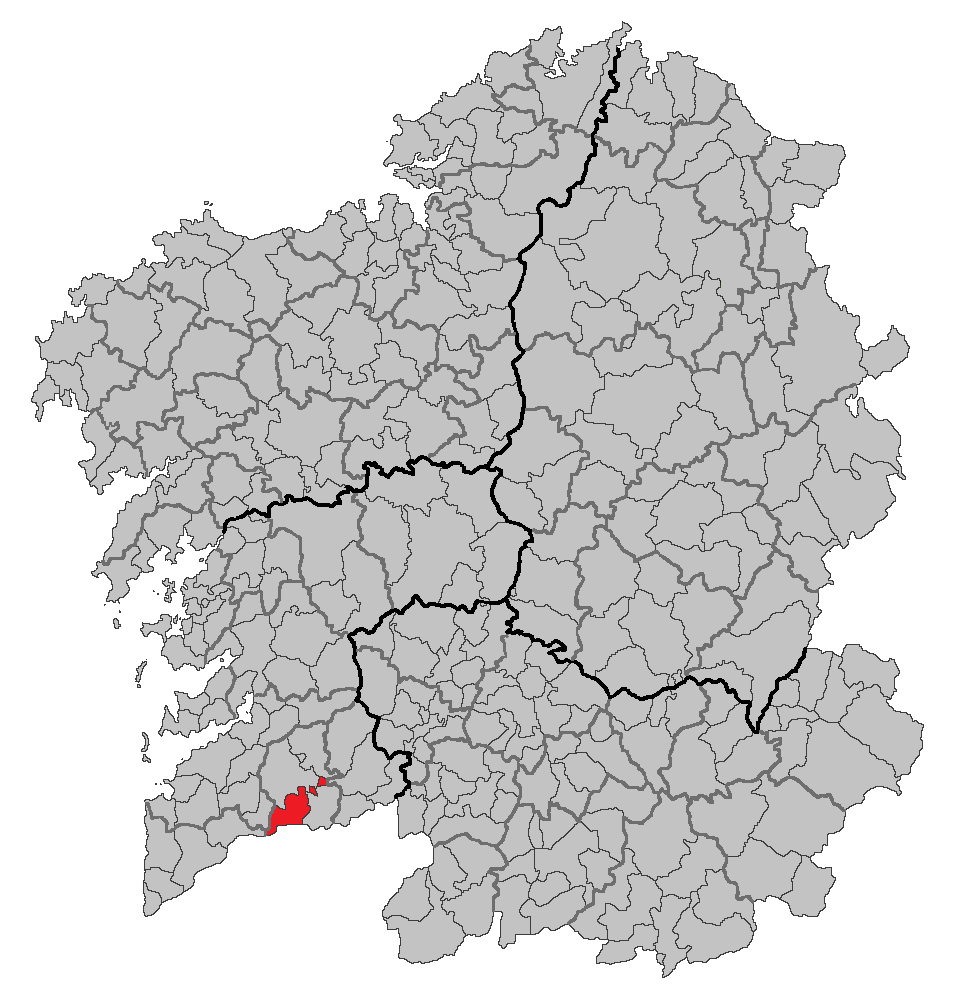
ガリシア州内の位置

サルバテーラ・デ・ミーニョ（Salvaterra de Miño）は、スペイン、ガリシア州、ポンテベドラ県の自治体、コマルカ・ド・コンダードに属する。ガリシア統計局によると、2013年の人口は9,677人（2011年：9,546人、2010年：9,456人、2009年：9,293人）である。住民呼称は男女同形のsalvaterrense。自治体内は17の教区に分けられる。カスティーリャ語表記はSalvatierra de Miño（サルバティエラ・デ・ミーニョ）。
ガリシア語話者の自治体住民に占める割合は97.98%（2001年）。

## 地理
サルバテーラ・デ・ミーニョは面積62.5km²で、ポンテベドラ県の南部、テア川とミーニョ川の形成する谷の合流点に位置する。北はモンダリスとポンテアレーアスと、南はモンサオン（ミーニョ川の対岸、ポルトガル領）、東はアス・ネベスと、西はサルセーダ・デ・カセーラスとトゥイの各自治体と境界をなす。
サルバテーラ・デ・ミーニョはポンテアレーアス司法管轄区に属す。

### 人口
住民は7の教区の92の地区（集落）に居住する。
| サルバテーラ・デ・ミーニョの人口推移 1900－2010         |
|                                                         |
| 出典:INE（スペイン国立統計局）1900年 - 1991年、1996年 - |

## 歴史
991年5月24日オルドーニョ3世の後継者であるドン・ベルムードはサンティアゴ教会に領地とサルバテーラ渓谷を寄贈した。サルバテーラの町の建設はアフォンソ9世によって開始された1218年にさかのぼる。 
1568年、時の領主ディエゴ・サルミエントは、ビーゴに上陸した海賊フランシス・ドレークからポンテベドラを守るために500人の男たちを派遣している。
サルバテーラは、ポルトカーレ伯妃テレサとカスティーリャ女王ウラカとの間の戦争ではカスティーリャ兵に占領されたが、1643年までポルトガル領であった。

## 政治
自治体首長はガリシア国民党（PPdeG）のアルトゥーロ・グランダル・バケイロ（Arturo Grandal Vaqueiro）、自治体評議員は、ガリシア国民党：8、ガリシア民族主義ブロック（BNG）：3、ガリシア社会党（PSdeG-PSOE）：2となっている（2011年5月22日の自治体選挙結果、得票順）。
| 1999年6月13日自治体選挙 |        |        |          |
| 政党                    | 得票数 | 得票率 | 獲得議席 |
| PPdeG                   | 3,279  | 64.03% | 9        |
| PSdeG-PSOE              | 1,090  | 20.46% | 3        |
| BNG                     | 703    | 13.73% | 1        |

| 2003年5月25日自治体選挙 |        |        |          |
| 政党                    | 得票数 | 得票率 | 獲得議席 |
| PPdeG                   | 3,211  | 60.18% | 8        |
| PSdeG-PSOE              | 1,275  | 23.89% | 3        |
| BNG                     | 796    | 14.92% | 2        |

| 2007年5月27日自治体選挙 |        |        |          |
| 政党                    | 得票数 | 得票率 | 獲得議席 |
| PPdeG                   | 3,107  | 54.86% | 7        |
| BNG                     | 1,274  | 22.50% | 3        |
| PSdeG-PSOE              | 1,219  | 21.53% | 3        |

| 2011年5月22日自治体選挙 |        |        |          |
| 政党                    | 得票数 | 得票率 | 獲得議席 |
| PPdeG                   | 3,205  | 57.17% | 8        |
| BNG                     | 1,365  | 24.35% | 3        |
| PSdeG-PSOE              | 873    | 15.57% | 2        |
| SdE                     | 98     | 1.75%  | 0        |

## 教区
サルバテーラ・デ・ミーニョは17の教区に分けられる。
- アルシェン（サン・パイオ）
- アランテイ（サン・ペドロ）
- カブレイラ（サン・ミゲル）
- コルサンス（サン・ミゲル）
- フィロジェード（サン・パイオ）
- フォルネーロス（サン・ショアン）
- レイラード（サン・サルバドール）
- リーラ（サン・シモン）
- ロウリード（サント・アンドレ）
- メデール（サント・アドリアン）
- オレイロス（サンタ・マリーア）
- ペスケイラス（サンタ・マリーニャ）
- ポルト（サン・パウロ）
- サルバテーラ（サン・ロウレンソ）
- ソウトロブレ（サンタ・コンバ）
- ウマ（サント・アンドレ）
- ビラコバ（サン・ショアン）